# Henning Munk Jensen
Henning Munk Jensen (Tonder, Dinamarca; 12 de enero de 1947 – 17 de noviembre de 2023) fue un futbolista danés que jugó en la posición de defensa. Era hermanastro del también futbolista Allan Michaelsen y tío de Jan Michaelsen, otro futbolista.

## Carrera

### Club
| Periodo   | Club              |
| --------- | ----------------- |
| 1965–1970 | AaB Fodbold       |
| 1970–1973 | PSV Eindhoven     |
| 1973–1977 | AaB Fodbold       |
| 1978      | Frederikshavn fI  |
| 1979      | Edmonton Drillers |
| 1979      | SJ Earthquakes    |
| 1979      | AaB Fodbold       |
| 1980      | Aalborg Freja     |
| 1981      | AaB Fodbold       |

### Selección nacional
Jugó para Dinamarca en 62 ocasiones de 1966 a 1978 y anotó un gol. También jugó para la selección juvenil en ocho ocasiones de 1964 a 1965 y en dos ocasiones para la selección sub-21 en 1966.

## Logros

### Club
- Copa de Dinamarca (2): 1965/66, 1969/70

### Individual
- Futbolista del año en Dinamarca (2): 1968, 1975